# سیارک ۲۶۹۶۹
سیارک ۲۶۹۶۹ (به انگلیسی: 26969 Biver، نامگذاری:1997SE) بیست و شش هزار و نهصد و شصت و نهمین سیارک کشف شده‌است که در ۲۰ سپتامبر ۱۹۹۷ کشف شد.